# Phrynocephalus przewalskii
Espèce
Synonymes
- Phrynocephalus affinis Strauch, 1876
- Phrynocephalus frontalis Strauch, 1876
- Phrynocephalus carinilabris Bedriaga, 1909
- Phrynocephalus steindachneri Bedriaga, 1907
- Phrynocephalus birulai Tsarevsky, 1927
- Phrynocephalus carinatus Zarevsky, 1927
- Phrynocephalus elegans Tsarevsky, 1927
- Phrynocephalus parvulus Tsarevsky, 1927
- Phrynocephalus suschkinianus Zarevsky, 1927

Statut de conservation UICN

 LC  : Préoccupation mineure
Phrynocephalus przewalskii est une espèce de sauriens de la famille des Agamidae.

## Répartition
Cette espèce est endémique de République populaire de Chine. Elle se rencontre entre 1 000 et 1 500 m d'altitude au Qinghai, au Gansu, au Ningxia et en Mongolie-Intérieure.

## Étymologie
Cette espèce est nommée en l'honneur du général Nikolaï Mikhaïlovitch Prjevalski.

## Publication originale
- Prjevalski, 1876 : Mongoliya i Strana Tangutov. Tryokhletneye puteshestviye v Vostochnoj Nagoruoj Asii. Société géographique impériale de Russie.